# بورن (زامت‌گماینده)
بِوِرن (به آلمانی: Samtgemeinde Bevern) یک منطقهٔ مسکونی در آلمان است که در هولتس‌میندن واقع شده‌است. بفرن ۶٬۵۲۸ نفر جمعیت دارد.